# محمد عمور
محمد عمور هو سياسي مغربي، شغل منصب وزير التشغيل والشؤون الاجتماعية المغربي في عهد الحسن الثاني، وتحديداً في حكومة أحمد باحنيني الثانية، حيث حل محل التهامي الوزاني بعد التعديل الوزاري في عام 1964. كما شغل منصب رئيس الاتحاد العام لمقاولات المغرب (CGEM) في أكتوبر 1969 إلى يوليوز 1984. وهكذا فقد كان محمد عمور أول مغربي يترأس هذا الاتحاد، كما يعتبر الرئيس الأطول ولاية له.